# The Keys of Marinus
The Keys of Marinus (Les Clés de Marinus) ou The Sea of Death (La Mer de la Mort) est le cinquième épisode de la première saison de la première série de la série télévisée britannique de science-fiction Doctor Who, diffusé pour la première fois en six parties hebdomadaires du 11 avril au 16 mai 1964. Écrit par le scénariste Terry Nation, l'épisode utilise pour la première fois des épisodes "de voyages" où chaque partie est articulée autour de petites quêtes, formant une suite de « mini-aventures ».

## Accroche
Bloqués sur la planète Marinus, le Docteur et ses compagnons sont forcés par un grand prêtre du nom d'Arbitan de retrouver les 4 clés permettant d'activer l'ordinateur qui contrôle la planète. Ils vont devoir affronter de nombreuses situations périlleuses.

## Casting
- William Hartnell — Le Docteur
- Carole Ann Ford — Susan Foreman
- Jacqueline Hill — Barbara Wright
- William Russell — Ian Chesterton
- George Coulouris — Arbitan
- Robin Phillips — Altos
- Katherine Schofield — Sabetha
- Heron Carvic — Morpho (voix)
- Edmund Warwick — Darrius
- Francis de Wolff — Vasor
- Stephen Dartnell — Yartek
- Martin Cort — Voord / Guerrier / Guerrier des glaces / Aydan
- Fiona Walker — Kala
- Peter Stenson — Voord / Guerrier des Glaces / Deuxième Juge
- Gordon Wales — Voord

## Résumé

### The Sea of Death
Le Docteur, Susan, Ian et Barbara arrivent dans une planète où le sable semble être fait de verre et l'océan d'acide. Alors que Susan se perd dans une ville en apparence déserte, elle semble être suivie par une créature en combinaison de plongée issue de la mer d'acide. Partis à sa recherche, tous se retrouvent happés par un système de murs tournants. Là, Ian sauve la vie d'Arbitan, une sorte de moine technologiste. Il garde un ordinateur géant nommé « La conscience de Marinus » qui maintient la stabilité de la planète entière depuis deux millénaires et tente d'empêcher les Voords, ces créatures en combinaison, de mettre la main dessus. 
En effet, un Voord nommé Yartek a réussi à corrompre le système et Arbitan aurait besoin d'améliorer sa machine. Pour cela, il lui faut cinq clés ; il en détient une mais a éparpillées les autres aux quatre coins du monde pour que les Voords ne les retrouvent pas. Ayant dépêché la plupart de ses alliés, ceux-ci ne sont jamais revenus, et il a besoin que le Docteur et ses compagnons aillent les chercher à sa place. Ayant entouré le TARDIS d'un champ de force puissant, il les oblige à devoir l'aider en dépit de leur refus et leur offre, pour cela, des mini-téléporteurs pré-réglés sur leurs destinations. À des fins de test, Barbara utilise sa machine en premier. Une fois le reste du groupe téléporté, un Voord arrive derrière Arbitan et le poignarde par derrière. 
Arrivant sur le lieu de téléportation de Barbara, le Docteur et ses compagnons trouvent un mini-téléporteur avec une trace de sang.

### The Velvet Web
Inquiets, le Docteur et ses compagnons sont surpris de trouver Barbara en pleine santé, allongée sur un sofa au milieu de serviteurs. Ils se trouvent à Morphoton, une ville pacifique basée sur l'abondance et la générosité. Après que Barbara leur eut expliqué avoir paniqué à la suite du déplacement effectué grâce au téléporteur, et s'être légèrement écorchée en le retirant, le groupe est alors accueilli par Altos qui assure être en moyen de combler tous leurs désirs. 
Mais hélas, tous (y compris Altos) sont en réalité soumis à un contrôle hypnotique : ce qu'ils prennent pour beau n'est en réalité que ruines. Seule Barbara voit au travers de l'illusion à la suite d'un accident. Elle y fait la rencontre de Sabetha, la fille d'Arbitan, portant une des clefs autour de son cou et soumise à un contrôle qui la transforme en esclave volontaire. Ne réussissant pas à défaire ses compagnons du contrôle qu'exerce sur eux les "Morpho" des entités belliqueuses qui dirigent la cité, Barbara est sur le point d'être étranglée par Ian qui reprend ses esprits "In Extremis" juste après que Barbara se soit débarrassée des "Morpho".
Ian et Barbara ayant détruit Morpho, les habitants commencent à agir en complète anarchie. Altos (qui s'avère être l'un des hommes envoyés par Arbitan) et Sabetha décident de suivre Barbara, Ian et Susan dans leur nouvelle quête, pendant que le Docteur décide de partir de l'avant et de se rendre directement dans la cité de Millennius afin de trouver une des clés. S'étant téléportée avant les autres, Susan arrive dans une forêt où est émis un bruit strident.

### The Screaming Jungle
Ayant récupéré une Susan apeurée, le petit groupe s'aventure dans une jungle où la végétation semble avoir pris le pas sur la civilisation. Ayant découvert la clef sur le haut d'une statue, Barbara se retrouve enfermée à l'intérieur d'un mystérieux temple. Ian décide de partir à sa recherche, pendant qu'Altos, Sabetha et Susan se rendront à leur prochaine destination ; peu avant de partir, Sabetha remarque que la clef n'est qu'une imitation. 
Dans le temple, Barbara se retrouve en proie à un piège, mais elle est sauvée par Darrius, un ancien moine laissé dans le temple par Arbitan pour protéger la véritable clef. Suspectant Ian et Barbara d'être des agents des Voords, il finit par mourir à cause de racines rampantes en leur révélant un mystérieux code secret. Fouillant son laboratoire à la recherche de la clef, Ian découvre que Darrius semblait avoir découvert que les plantes de cette forêt ont un métabolisme particulièrement élevé et peuvent attaquer des proies. Ils sont attaqués par celles-ci, tentant de s'introduire dans le labo, lorsqu'ils prennent conscience que le mystérieux code révélé par Darrius est celui d'une bouteille de produit chimique où se trouve la clef. 
Réussissant à échapper aux plantes, Ian et Barbara se téléportent. Ils se retrouvent alors dans un endroit où il fait extrêmement froid.

### The Snows of Terror
Ian et Barbara se réveillent dans la cabane de Vasor, un trappeur qui les a recueillis alors qu'ils étaient inconscients. Celui-ci dit avoir aperçu Sabetha, Susan et Altos peu de temps auparavant et Ian part à leur recherche, laissant Barbara seule avec un Vasor assez entreprenant. Trouvant les téléporteurs de ses compagnons dans un tiroir, Barbara s'aperçoit que Vasor les a piégés afin de s'emparer de leur matériel. Ian retrouve Altos au milieu de la neige et réussit à retourner à la cabane de Vasor avant qu'il ne s'empare de Barbara. 
Le petit groupe force alors Vasor à les emmener dans une caverne où il a piégé Susan et Sabetha, mais une fois tous réunis, Vasor détruit le pont en permettant l'accès et s'enfuit. Explorant l'intérieur de la grotte glacée, ils trouvent la troisième clef. Mais hélas, en la prenant, cela réveille d'anciens guerriers protecteurs qui les prennent en chasse. Susan réussit à passer par un pont de fortune et afin de permettre à ses compagnons de s'enfuir. 
Tous se rendent dans la cabane de Vasor et récupèrent leurs téléporteurs portatifs, puis le groupe se téléporte vers leur prochaine destination, où ils doivent rejoindre le Docteur. Alors qu'il arrive dans un lieu où une des clefs est gardée sous verre, Ian aperçoit un homme mort au sol. Il est alors frappé par derrière par un mystérieux agresseur qui vient voler la clef, et placer un gourdin dans les mains de Ian.

### Sentence of Death
À son réveil Ian se retrouve face à un garde qui l'accuse du meurtre d'Eprin, un ami d'Altos venu récupérer la clef de Millenius. Ian choisit alors de se faire défendre par le Docteur, réapparu auprès d'eux. Le meurtre étant chose rare à Millenius, le Docteur se voit accorder deux jours afin de prouver la non-culpabilité de Ian Chesterton, un accusé étant là-bas coupable jusqu'à preuve du contraire. Il leur apparaît alors qu'une seule personne peut être coupable : Aydan, le premier garde à être officiellement entré dans la salle où a été retrouvé Ian.
Ayant réussi à le confondre à la suite d'une visite chez lui, ils utilisent l'une de leurs propres clefs lors du témoignage de Sabetha, accusant Aydan de lui avoir remis celle qui avait été volée. Celui-ci se défend en expliquant qu'on l'a forcé à faire cela, mais il est tué avant d'avoir pu révéler toute la vérité.
Le procès ajourné, Barbara et Altos reçoivent un appel : quelqu'un a enlevé Susan et fait pression pour qu'ils abandonnent.

### The Keys of Marinus
Altos, Barbara et Sabetha se rendent chez Kala, la veuve d'Aydan pour la supplier de leur donner des indices permettant de savoir qui menaçait son mari et où il aurait pu cacher la clef. Pleurant la disparition récente de son mari, elle est démasquée au dernier moment : c'est elle qui garde Susan enfermée chez elle. Ils réussissent à la confronter devant le tribunal, mais celle-ci affirme que le commanditaire du meurtre d'Eprin n'est autre qu'Ian lui-même. Par un processus de déduction, le Docteur s'aperçoit que la clef de Millenius est en réalité cachée dans la masse qui a servi à tuer Eprin depuis le début, cette dernière se trouvant avec les pièces à conviction.
Altos et Sabetha étant repartis avant le reste du groupe, Yartek les capture et prend leurs clefs. Avec la dernière clef en leur possession, le Docteur et ses compagnons reviennent voir Arbitan, ignorant que celui-ci est mort et a été remplacé par Yartek. Trompant Ian afin qu'il la lui donne, Yartek utilise toutes les clefs afin d'activer un mécanisme qui lui permettrait de contrôler tout être à la surface de la planète. Il ne sait pas qu'il s'agit en fait de la fausse clef qu'Ian lui avait donnée, s'étant rendu compte du subterfuge ; cela a pour effet de faire exploser l'ordinateur, détruisant Yartek et ses hommes. 
La Conscience de Marinus détruite, le Docteur estime que les habitants de la planète ont perdu un moyen de défense mais ont gagné une nouvelle liberté. Altos et Sabetha décident de rester ensemble pendant que le TARDIS repart pour une nouvelle destination.

## Continuité
- Ian continue de porter le costume qu'il portait durant l'épisode de Marco Polo.
- Le TARDIS ne fait pas son bruit habituel à l'atterrissage et au démarrage. D'ailleurs, l'appareil que l'on voit n'y est qu'une miniature.
- Conçus pour renouveler le succès qu'il y avait eu avec les Daleks, les Voords ne réapparaîtront jamais plus dans Doctor Who.
- Lorsqu'on interroge Ian sur l'identité de son avocat, il répond "Who is he? He's a Doctor." ("Qui il est ? C'est un Docteur.")
- On y apprend que le scanner du TARDIS ne montre les images qu'en noir et blanc. Le script de Terry Nation suggérait que la raison de la venue du Docteur dans l'Angleterre de 1963 était de pouvoir contacter des techniciens de la BBC afin de la remettre en couleurs ; néanmoins le Docteur précise qu'il utilisait un autre écran, en couleurs, mais que ce dernier est "hors de combat".